# Oxleas NHS Foundation Trust
Учредительный траст Окслис Национальной службы здравоохранения Великобритании (англ. Oxleas NHS Foundation Trust) — траст Национальной службы здравоохранения Великобритании, названный в честь древнего леса Окслис-Вуд, расположенного между лондонскими боро Бексли и Гринвич.

## История трастовой системы в здравоохранении
Национальная служба здравоохранения Англии (NHS) была основана в 1948 году по принципу, согласно которому медицинское обслуживание должно быть доступно всем людям бесплатно в пункте предоставления услуги. Она стала крупнейшей в мире финансируемой государством службой здравоохранения. За некоторыми исключениями NHS остаётся бесплатной в пункте предоставления услуги для резидентов Соединённого Королевства.
С 1991 года входящим в NHS больницам (и другим организациям в сфере медицинских услуг, например, охватывающим социально-ориентированную медицинскую помощь или помощь в области охраны психического здоровья населения) была предоставлена возможность перейти под управление органов, известных как «трасты». Хотя больницы по-прежнему являлись частью NHS, в 1990-х годах им был предоставлен статус «трастов» (Trust) с тем, чтобы предоставить им более широкую оперативную свободу. Это стало частью более широкого пакета реформ, направленных на чёткое разграничение между организациями, оказывающими услуги, и теми организациями, которые покупают услуги или заказывают их. Трасты могут состоять из одной или нескольких больниц и могут предоставлять исключительно услуги скорой и неотложной помощи, психиатрической помощи или социально-ориентированной помощи или, чаще всего, сочетание этих услуг. Достижение статуса «учредительный траст» (англ. Foundation Trust) (впервые введённого в 2004 году) является продолжением первоначальной идеологии трастов по предоставлению трастам большей финансовой и управленческой свободы по сравнению с аналогичными структурами.
Учредительные трасты Национальной службы здравоохранения Великобритании были созданы для передачи полномочий по принятию решений от центрального правительства местным организациям и сообществам, что позволяет им чутко реагировать на потребности и пожелания местного населения. Траст находится в государственной собственности и подотчётен местному населению, пациентам, сиделкам и персоналу через Совет управляющих. Совет управляющих назначается от заинтересованных организаций, таких как местные советы, или избирается членами траста. Трасты Национальной службы здравоохранения Великобритании предоставляют и развивают здравоохранение в соответствии с основными принципами NHS — бесплатное обслуживание, основанное на потребности, а не на платёжеспособности.

## История фонда
Траст был образован в 1994 году как благотворительный общественный фонд Бексли, и затем стал более специализированным и широкомасштабным. С 1995 года траст предоставляет услуги по охране психического здоровья и лечению взрослых с ограниченными возможностями в Бексли и Гринвиче, а в 1997 году он взял на себя услуги по охране психического здоровья в Бромли. В 1995 году траст получил название Окслис в честь древнего леса Окслис-Вудс, который граничит с Бексли и Гринвичем и продолжает оставаться центральной точкой в районах, где траст оказывает помощь.
В 2001 году траст начал предоставлять услуги по охране психического здоровья детей и подростков в трёх районах — Бромли, Гринвич и Бексли. В 2007 году траст начал предоставлять услуги по лечению взрослых людей с ограниченными возможностями в Бромли. Также вырос спрос на услуги траста по оказанию судебно-медицинской психиатрической помощи, и теперь он оказывает услуги в тюрьмах Кента и Южного Лондона.
В мае 2006 года, после нескольких лет работы в качестве высокоэффективного траста национальной системы здравоохранения, траст получил статус «учредительный». Траст Оксли был одним из первых трастов, оказывающих услуги в области психического здоровья в стране, который получил преимущество большей подотчётности на местном уровне и финансовой свободы, которые даёт статус учредительного траста.
В июле 2010 года служба общественного здравоохранения Бексли перешла в траст, а в апреле 2011 года к трасту присоединилась служба общественного здравоохранения Гринвича.

## Текущий статус
Учредительный траст Окслис Национальной службы здравоохранения Великобритании — это траст, предоставляющий услуги в области здравоохранения, психического здоровья и помощи людям с ограниченными возможностями в основном в лондонских боро Бромли, Гринвич и Бексли. Траст предоставляет дополнительные специализированные судебно-психиатрические услуги жителям Луишема, и других районов, а также медицинские услуги для тюрем в Кенте.
Главный офис Oxleas NHS Foundation Trust находится в Дартфорде, а стационары расположены в кампусах больницы королевы Марии в Сидкапе, университетской больницы Princess Royal (Фарнборо, Кент) и больницы королевы Елизаветы (Вулидж). Услуги судебно-медицинских экспертов оказываются в центре Брактон в Дартфорде.
Треть персонала траста теперь предоставляет услуги по охране физического здоровья взрослым и детям на местах. Они варьируются от специализированных медсестёр и терапевтов, работающих с самыми маленькими, до участковых медсестёр и терапевтов, удовлетворяющих потребности пожилых людей в физическом здоровье.
Вырос спрос на услуги траста для тюрем в Кенте и Южном Лондоне, и сейчас траст является одним из крупнейших поставщиков медицинских услуг для заключённых в стране.

## Управление больницей королевы Марии в Сидкапе
Больница королевы Марии в Сидкапе находилась под управлением траста Южного Лондона национальной службы здравоохранения. В 2012 году специальный администратор, Мэтью Кершоу из Министерства здравоохранения, по просьбе министра здравоохранения расследовал дело о банкротстве траста Южного Лондона национальной службы здравоохранения. После консультаций с общественностью и многочисленных расследований, 31 января 2013 года было объявлено, что траст Южного Лондона будет расформирован. Это привело к подаче иска в Верховный суд. Долгое время велись активные дебаты о том, улучшит ли это медицинское обслуживание в Южном Лондоне, а в парламенте задавались вопросы о целесообразности реорганизации трастов здравоохранения из-за расформирования одного больничного траста. В мае 2013 года пост специального администратора траста Южного Лондона заняла Кэролайн Тейлор. Учредительный траст Окслис Национальной службы здравоохранения Великобритании принял на себя управление больницей королевы Марии в Сидкапе 1 октября 2013 года и инвестировал около 30 млн фунтов стерлингов в развитие инфраструктуры больницы.

## Недвижимость
В июле 2017 года траст создал партнёрство с группой Morgan Sindall и компанией Arcadis для управления своим имуществом. Траст собирался перепланировать землю на четырёх ключевых участках на юго-востоке Лондона, включая 39,5 акров на территории больницы королевы Марии, а также повторно профинансировать оказание первой помощи в Пламстеде.

## Совет управляющих
У учредительного траста Окслис есть руководящий орган — Совет управляющих. Они проводят ежеквартальные заседания Совета и публикуют повестку дня и протоколы на своём сайте для всех желающих. Ричард Димент, избранный управляющим в сентябре 2012 года, ведёт официальный блог траста, в котором он та же комментировал отчёт о расследовании скандала в Мид-Стаффордшире 2013 года.

## Спорные вопросы
В 2011 году было совершено убийство пациентом, который покинул одно из учреждений психиатрической помощи траста после того, как был доставлен туда полицией. Семья жертвы начала судебное разбирательство. В июне 2013 года траст столкнулся с ещё одной юридической проблемой после смерти в результате самоубийства пациента в учреждении Green Park House.

## Эффективность
В 2015 году журнал Health Service назвал Учредительный траст Окслис Национальной службы здравоохранения Великобритании вторым лучшим трастом для работы в сфере психического здоровья. На тот момент в нём работал 3071 человек в режиме полной занятости, а уровень отсутствия по болезни составлял 4,38 %. 74 % сотрудников рекомендовали его как место для лечения и 74 % — как место для работы.
В августе 2015 года траст вышел из национального соглашения по оплате труда, повысив на 1 % заработную плату старшему неклиническому персоналу, тем, кто зарабатывает выше £57 069, в соответствии с премией для остального персонала.
В марте 2016 года трест занял второе место в Лиге обучения на ошибках.